# Cicero

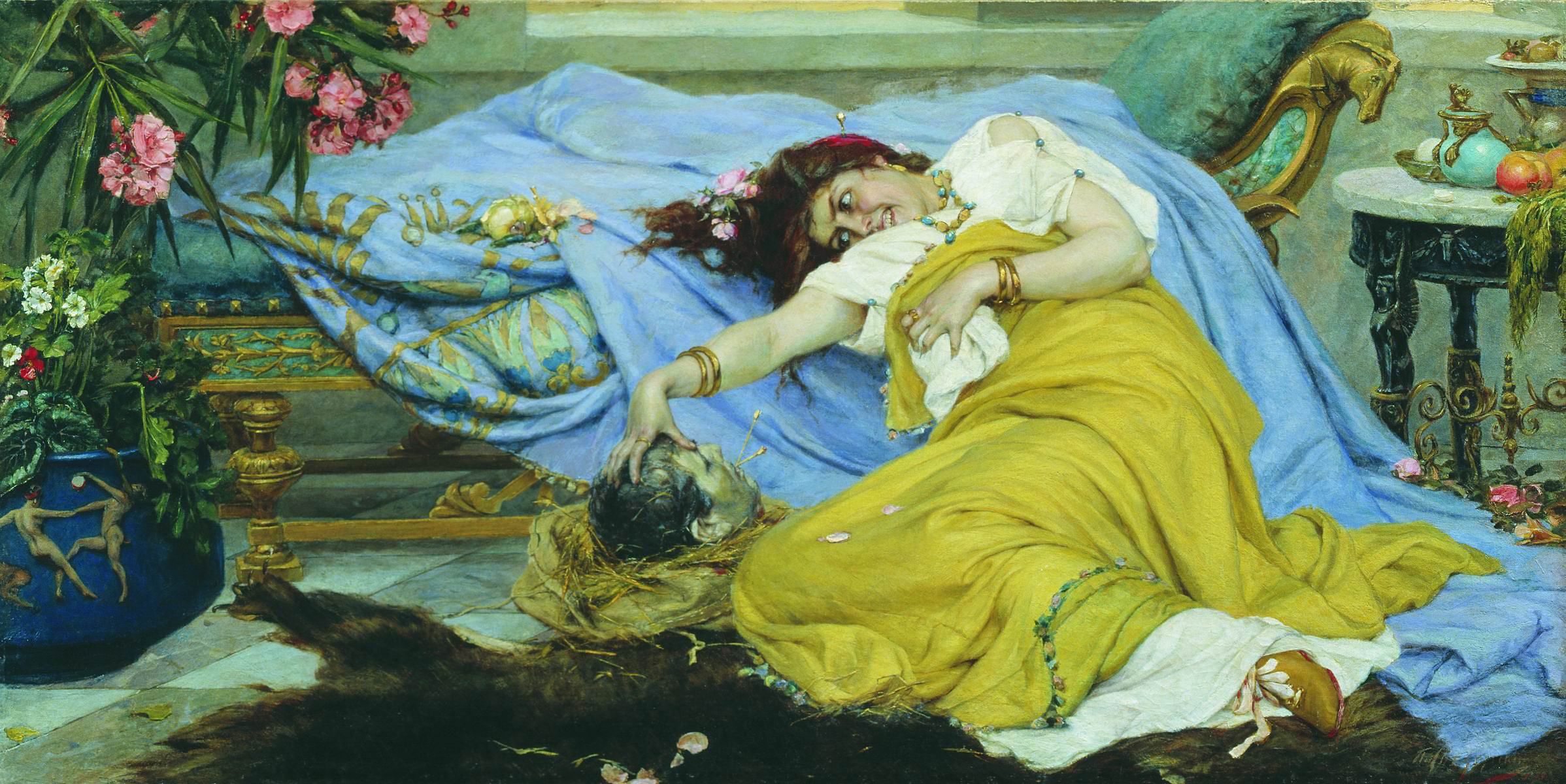

Marcus Tullius Cicero (phát âm /ˈsɪsɨroʊ/; Latin cổ điển: /ˈkikeroː/; 3 tháng 1, 106 TCN – 7 tháng 12, 43 TCN) là một triết gia và nhà hùng biện, chính khách, nhà lý luận chính trị La Mã. Với thành tựu của mình, ông được xem là một trong những nhà hùng biện vĩ đại nhất La Mã, sở hữu nhiều kĩ xảo đa dạng và khả năng làm chủ ngôn ngữ Latinh đến độ phi thường. Chính ông đã giới thiệu đến người La Mã các trường phái chính của triết học Hy Lạp và tạo ra một số từ vựng triết học Latinh (như Humanitas, qualitas, quantitas, và essentia). Ông đã công bố những bài diễn văn của mình theo thông lệ chung thời ấy đồng thời viết nhiều tác phẩm về lý thuyết và thực hành hùng biện, về tôn giáo cũng như triết học đạo đức chính trị. Ông được coi là một trong những triết gia tiêu biểu của trường phái triết học Khắc Kỷ.

## Tiểu sử
Ông sinh năm 106 TCN tại thị trấn Arpinum, cách Roma khoảng 50 dặm xuất thân từ một gia đình thứ dân, mặc dù sung túc nhưng chưa từng có ai nắm chức lớn trong chính quyền. Bước chân vào chính trường khi còn trẻ, ông được xem là "người mới" (novus homo), nên con đường thăng tiến của ông rất gian nan. Năm 75 TCN, ông được bổ nhiệm vào chức quan giám tài tại tỉnh đảo Sicile. Ông được dân chúng tin tưởng, đến nỗi năm năm sau, họ phải đến nhờ ông tố cáo viên thống sứ tham nhũng là Verres. Ông soạn sẵn bài luận tội cho hai phiên xử, nhưng chỉ mới xong phiên xử đầu Verres đã bỏ trốn và không bao giờ trở lại Sicile. Sau đó, năm 63 TCN, ông lên đến nấc thang danh vọng cao nhất với chức chấp chính quan (có quyền hạn tối thượng, nhiệm kỳ một năm). Trong năm ấy, ông đã đập tan âm mưu đảo chính của Lucius Sergius Catilina, một nhà quý tộc bất mãn vì không được bổ nhiệm chức này.
Thập niên 50 TCN, quyền lực của Gaius Julius Caesar bắt đầu lớn mạnh, còn Cicero, mặc dù kính trọng, nhưng vì không ưa Caesar nên đã lui về ở ẩn. Trong thời gian này, ông hoàn thành hầu hết những tác phẩm quan trọng. Sau đó Caesar và Pompey tranh giành quyền hành. Cicero quyết định ủng hộ Pompey và theo ông này đến Hy Lạp. Sau khi Pompey thua trận Pharsalus năm 48 TCN, ông trở về Ý tiếp tục sống ẩn dật cho đến khi Caesar bị ám sát năm 44 TCN – biến cố đẫm máu này làm ông kinh hoàng và ghê tởm vì sự tàn bạo của nó, dù ông là bạn với thủ phạm Brutus. Một lần nữa, ông chọn sống ẩn dật. Khi ba người hùng mới, Octavius (con nuôi của Julius Ceasar, sau khi thắng trận Actium, năm 31 TCN, đã lên ngôi hoàng đế dưới tên Augustus), Marcus Antonius (người tình của Cleopatra) và Lepidus thành lập Tam đầu chế thứ hai, Cicero theo phe Octavius. Ông viết 14 bài hùng biện tấn công Marcus Antonius dữ dội (Philippics) nên đã chuốc lấy hận thù. Sau đó, Octavius và Marcus Antonius tạm thời bắt tay cùng nhau lập một danh sách những công dân bị đặt ngoài vòng pháp luật. Octavius tìm mọi cách bênh Cicero nhưng Marcus Antonius vẫn căm thù ông và Octavius đành im lặng. Cicero định bỏ trốn, nhưng bị một học trò tâm phúc phản bội; và ngày 7 tháng 12 năm 43 TCN, ông bị thủ hạ của Marcus Antonius đến bắt, chặt đầu và hai bàn tay, đưa đi đóng đinh tại Quảng trường Roma.

## Sự nghiệp Triết Học
Cicero viết về nhiều lĩnh vực: chính trị, đạo đức, hùng biện... Trong đó, ông đặt ra và khảo sát những câu hỏi mang tính nền tảng. Đặc biệt, về chủ đề chính quyền, các tác phẩm của ông rất đáng chú ý bởi chúng không phải là sản phẩm thuần túy tư tưởng, mà được kết tinh từ chính hiểu biết sâu sắc, và kinh nghiệm chính trường dày dạn của ông sau những tháng năm hoạt động trong hệ thống chính quyền Cộng hòa La Mã – một chính quyền vĩ đại nhất thời bấy giờ.
Cicero giải thích về mặt lý thuyết rằng cơ sở cho sự tồn tại và vận hành của chính quyền chính là Công lý. Bản chất tự nhiên của con người là bất công: lớn thắng nhỏ, mạnh thắng yếu. Chính Công lý mới đem lại tiến bộ, bởi Công lý là một phẩm chất mà con người phải xây dựng, nó đem lại lợi ích xứng đáng cho tất cả mọi người, không từ một ai. Mà muốn như vậy, thì con người phải hợp tác cùng nhau và chịu sự ràng buộc với nhau theo cách nào đó. Cách hợp tác đó, theo Cicero, chính là xây dựng một chính quyền để quản lý mọi vấn đề trong nước, và yếu tố ràng buộc chính là luật pháp.
Cicero cũng cho rằng, mọi tầng lớp trong xã hội đều phải có tiếng nói của mình trong chính quyền, nếu một tầng lớp chiếm thế áp đảo hơn, nắm nhiều quyền hơn, được nhiều lợi ích phi lý hơn, thì đồng nghĩa là Công lý đã bị khiếm khuyết. Do đó theo ông, một chính quyền lý tưởng là một chính quyền kết hợp được cả ba thể loại: quân chủ chuyên chế, chính trị đầu sỏ, và dân chủ. Quân chủ chuyên chế là loại hình cổ xưa nhất mà chính La Mã cũng đã từng thi hành. Nhưng theo ông, đó không đúng nghĩa là chính quyền, bởi nó chỉ phục vụ cho mỗi lợi ích của người làm vua. Tương tự như vậy, hình thức chính trị đầu sỏ là dạng chính quyền thuộc về tầng lớp quý tộc và hẳn nhiên, nó cũng bỏ qua lợi ích của người bình dân. Riêng về hình thức dân chủ, ông đã sớm nhìn ra rằng: nếu dân chủ một cách tuyệt đối - với mọi vấn đề do toàn thể nhân dân quyết định trực tiếp, thì đó chẳng qua là tình trạng hỗn loạn đằng sau tấm bình phong "tự do". Chính quyền Cộng hòa La Mã trong thực tế rất gần với quan niệm của ông – dù rằng trong thời gian tồn tại khoảng 500 năm, nó đã chuyển biến và thay đổi nhiều.

## Tác phẩm
Tác phẩm mới nhất được dịch ra tiếng Việt là Bàn về chính quyền.
Bài phát biểu

Opera omnia, 1566

- (80 TCN) Pro Roscio Amerino (In Defense of Sextus Roscius of Ameria)
- (70 TCN) In Verrem (Against Gaius Verres, or The Verrines)
- (66 TCN) Pro Cluentio (On behalf of Aulus Cluentius)
- (63 TCN) In Catilinam I-IV (Catiline Orations or Against Catiline) Được lưu trữ ngày 2 tháng 3 năm 2005 tại Wayback Machine
- (63 TCN) Pro Murena (In Defense of Lucius Licinius Murena, in the court for electoral bribery)
- (62 TCN) Pro Archia Poeta (In Defense of Aulus Licinius Archias the poet)
- (56 TCN) Pro Caelio (In Defense of Marcus Caelius Rufus): English translation
- (52 TCN) Pro Milone (In Defense of Titus Annius Milo)
- (44 TCN) Philippicae (consisting of the 14 philippics, Philippica I–XIV, against Marcus Antonius)[4]

Tu từ học & Triết học
- (55 TCN) De Oratore ad Quintum fratrem libri tres (On the Orator, three books for his brother Quintus)
- (51 TCN) De Re Publica (On the Republic)
- (?? BC) De Legibus (On the Laws)
- (45 TCN) De Finibus Bonorum et Malorum (About the Ends of Goods and Evils) - a book on ethics.[5] Source of Lorem ipsum
- (45 TCN) Tusculanae Quaestiones (Questions debated at Tusculum)
- (45 TCN) De Natura Deorum (On the Nature of the Gods)
- (44 TCN) Cato Maior de Senectute (Cato the Elder On Old Age)
- (44 TCN) Laelius de Amicitia (Laelius On Friendship)
- (44 TCN) De Officiis (On duties)

Thư
Hiện vẫn còn hơn 800 lá thư Cicero đã viết cho người khác, và hơn 100 lá thư người khác viết cho ông.
- (68-43 TCN) Epistulae ad Atticum (Letters to Atticus)
- (59-54 TCN) Epistulae ad Quintum Fratrem (Letters to his brother Quintus)
- (43 TCN) Epistulae ad Brutum (Letters to Brutus)
- (62-43 TCN) Epistulae ad Familiares (Letters to his friends)